# Southstoke
Southstoke is een civil parish in het bestuurlijke gebied Bath and North East Somerset, in het Engelse graafschap Somerset met 460 inwoners.